# Шадричі
Ша́дричі (рос. Шадричи) — присілок у складі Орловського району Кіровської області, Росія. Входить до складу Орловського сільського поселення.
Населення становить 237 осіб (2010, 308 у 2002).
Національний склад станом на 2002 рік — росіяни 95 %.